# هپاتیت دی
تقریباً ۱۵ میلیون نفر در دنیا آلوده به ویروس هپاتیت D هستند. هپاتیت D همیشه همراه با هپاتیت ب دیده می‌شود.

## ویروس‌شناسی
ویروس هپاتیت D برای همانندسازی خود از ویروس هپاتیت B و امکانات سلول میزبان استفاده می‌کند. این ویروس ناقص است و از نظر اندازه و ساختمان ژنوم نیاز به کمک برای همانندسازی مانند ویروئیدهای گیاهی است. ژنوم این ویروس فقط یک پروتئین کپسیدی را کد می نماید. ویروس دارای ژنوم RNA منفی، تک رشته ای، حلقوی و کوچک است. ویروس دارای پوشش است و احتمالاً دارای ۳ فرم است. همانند هپاتیت B به سلول‌های کبد متصل شده و وارد آن می‌شود. نسخه برداری و همانندسازی ویروس غیر متعارف است.

## بیماری‌زایی
این ویروس مانند هپاتیت B از طریق مایعات بدن انتشار می یابد. هر دو ویروس با یک روش مشترک به سلول میزبان متصل می‌شوند. یک فرد ممکن است به عفونت توام هپاتیت B و D مبتلا گردد. همانندسازی ویروس همراه با صدمه زدن به سلول میزبان ( سلول کبد ) است. صدمات حاصله از ویروس هپاتیت D به سلول کبد بر خلاف ویروس هپاتیت B منحصر به پاسخ ایمنی سلول میزبان نیست. احتمالاً عفونت مزمن هپاتیت D در افراد مبتلا به هپاتیت مزمن B نیز بروز می‌کند.
هپاتیت D در کودکان و افراد بالغ مبتلا به هپاتیت B ایجاد می‌شود. ویروس انتشار جهانی داشته و آندمیک جنوب ایتالیا، خاورمیانه، قسمتهایی از آفریقا و آمریکا لاتین می‌باشد. اساس تشخیص آزمایشگاهی بر مبنای افزایش آنزیمهای کبدی است. بررسی آنتی ژن و ژنوم در خون نیز مفید است. تاکنون درمان اختصاصی برای هپاتیت D پیشنهاد نشده است، اما چون همانندسازی ویروس به وجود هپاتیت B وابسته است لذا پیشگیری از هپاتیت B در پیشگیری از این ویروس مؤثر خواهد بود. با واکسیناسیون هپاتیت B, حذف محصولات خونی آلوده، عدم مصرف از مواد مخدر تزریقی و کنترل ناقلین ویروس از انتشار هپاتیت D جلوگیر خواهد کرد.